# Stegastes uenfi
Stegastes uenfi là một loài cá biển thuộc chi Stegastes trong họ Cá thia. Loài này được mô tả lần đầu tiên vào năm 2000.

## Phân bố và môi trường sống
S. uenfi có phạm vi phân bố ở Tây Nam Đại Tây Dương, và chỉ được tìm thấy ngoài khơi Brazil. Chúng sống xung quanh các rạn san hô ngoài khơi và trong các đầm phá ở độ sâu khoảng 3 m trở lại.